# Bambatouma
Bambatouma est un village du Sénégal situé en Basse-Casamance. Il fait partie de la communauté rurale d'Oulampane, dans l'arrondissement de Sindian, le département de Bignona et la région de Ziguinchor.
Lors du dernier recensement (2002), la localité comptait 515 habitants et 72 ménages.